# Macromia gerstaeckeri
Macromia gerstaeckeri – gatunek ważki z rodziny Macromiidae.